# Witotacris annulicrus
Witotacris annulicrus är en insektsart som beskrevs av Christiane Amédégnato och Poulain 1987. Witotacris annulicrus ingår i släktet Witotacris och familjen gräshoppor. Inga underarter finns listade i Catalogue of Life.